# Gerónimo de Aguilar
Pour les articles homonymes, voir Aguilar.
Gerónimo de Aguilar O.F.M. (1489-1531) est un frère franciscain né à Ecija près de Séville en Espagne. Aguilar fut envoyé au Panama pour servir de missionnaire. Il fut ensuite naufragé sur la péninsule du Yucatán en 1511 et capturé par les Mayas. En 1519, Hernán Cortés sauva Aguilar et l'engagea comme traducteur lors de la conquête espagnole de l'Empire aztèque.

## Biographie
En 1511, Aguilar part de la Tierra Firme à destination de Saint-Domingue sur le bateau de Francisco Niño. Ce bateau fait naufrage au sud de la Jamaïque en raison du mauvais temps, mais Aguilar est parmi les survivants (quinze hommes et deux femmes). Leur chaloupe dérive vers la péninsule du Yucatán.
Les naufragés sont tous sacrifiés par les Mayas, à l'exception d'Aguilar et d'un de ses compagnons, Gonzalo Guerrero. Aguilar réussit à s'échapper, mais est réduit en esclavage par un cacique. En arrivant au Yucatán, Cortés, qui a appris la présence de deux Espagnols, les fait chercher. Seul Aguilar rejoint les Espagnols sur l'île de Cozumel. Aguilar ressemble alors tellement à un indien que les Espagnols ne le reconnaissent que lorsqu'il se présente à eux par ces mots : « Dios y Santa Maria de Sevilla ».
Lorsqu'Hernán Cortés envahit le Mexique en 1519, Aguilar, qui a appris le maya, lui est fort utile. Bernal Diaz del Castillo explique comment, lors des contacts initiaux avec les Aztèques, La Malinche, une indienne de langue nahuatl qui connaissait également le maya, s'entendait avec Aguilar, qui traduisait ensuite en castillan à Cortés.
Aguilar meurt en 1531.

## Vie et Carrière
Aguilar se retrouva dans la colonie de Santa María la Antigua del Darién, fondée au Panama en 1510. En raison de disputes et de divisions parmi les dirigeants de la colonie, en 1511, Aguilar quitta le Panama à bord d'une caravelle en direction de Saint-Domingue. Il emportait avec lui des documents juridiques pour une affaire contre l'autre faction de la colonie, ainsi qu'une grande somme d'or destinée à financer les procédures. Le navire, avec un équipage de seize hommes et deux femmes, échoua près de la péninsule du Yucatán après avoir heurté une barre de sable. L'équipage et les passagers prirent place dans un petit bateau, espérant atteindre Cuba ou la Jamaïque, mais des courants puissants les portèrent vers la côte de l'actuel état mexicain de Quintana Roo.
Aguilar et 11-12 autres survivants furent capturés par les Mayas locaux et programmés pour être sacrifiés aux dieux mayas. Valdivia et quatre autres subirent ce sort. D'autres moururent de maladies et, dans le cas des femmes, de l'épuisement causé par leur travail en tant qu'esclaves. Aguilar et Gonzalo Guerrero (un marin de Palos de la Frontera, en Espagne) réussirent à s'échapper, mais furent ensuite capturés et réduits en esclavage par un autre chef maya nommé Xamanzana, qui était hostile à la première tribu. Là, il et Guerrero purent apprendre la langue de leurs maitres. Aguilar vécut comme esclave pendant ses huit années passées parmi les Mayas. Sa fidélité continue à ses vœux religieux le poussa à refuser les offres de femmes faites par le chef. Guerrero, quant à lui, devint un chef de guerre pour Nachan Kaan, seigneur de Chektumal, épousa une femme maya riche et eut les premiers enfants mestizo du Mexique.
Hernán Cortés envahit le Mexique en 1519. Il entendit parler d'hommes barbus parmi une tribu voisine. Soupçonnant qu'ils étaient des Espagnols, il leur envoya un message. Finalement, Aguilar les rejoignit et se joignit à l'expédition. Il démontra sa fidélité à sa foi en identifiant correctement le jour de la semaine, grâce à un suivi assidu de son bréviaire, qu'il avait réussi à conserver tout au long de ses années de captivité. Parlant à la fois le maya et l'espagnol, lui et La Malinche, qui parlait le maya et le náhuatl, traduisirent pour Cortés lors de la conquête de l'Empire aztèque. Son utilité à ce poste prit fin lorsque La Malinche apprit l'espagnol et fut capable de traduire directement du náhuatl. À ce moment-là, La Malinche devint l'interprète principal pour Hernán Cortés.
Après la conquête, Aguilar devint un vecino (résident) de la ville de Mexico. En reconnaissance de ses contributions, il se vit attribuer deux encomiendas par Alonso de Estrada en 1526. Il mourut en 1531 sans héritiers, et ses encomiendas revinrent à la Couronne. Sa maison à Mexico devint par la suite le site de la première imprimerie à fonctionner dans le Nouveau Monde.